# Allan McNish
Pour les articles homonymes, voir McNish.
Allan McNish est un pilote automobile écossais, né le 29 décembre 1969 à Dumfries, en Écosse.

## Biographie

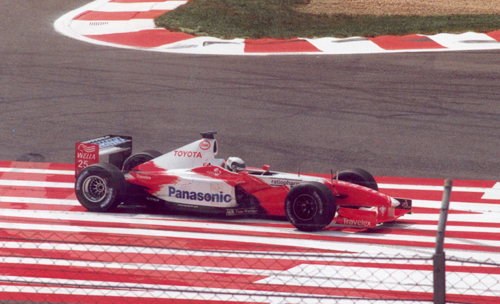
Une saison en F1 avec Toyota en 2002

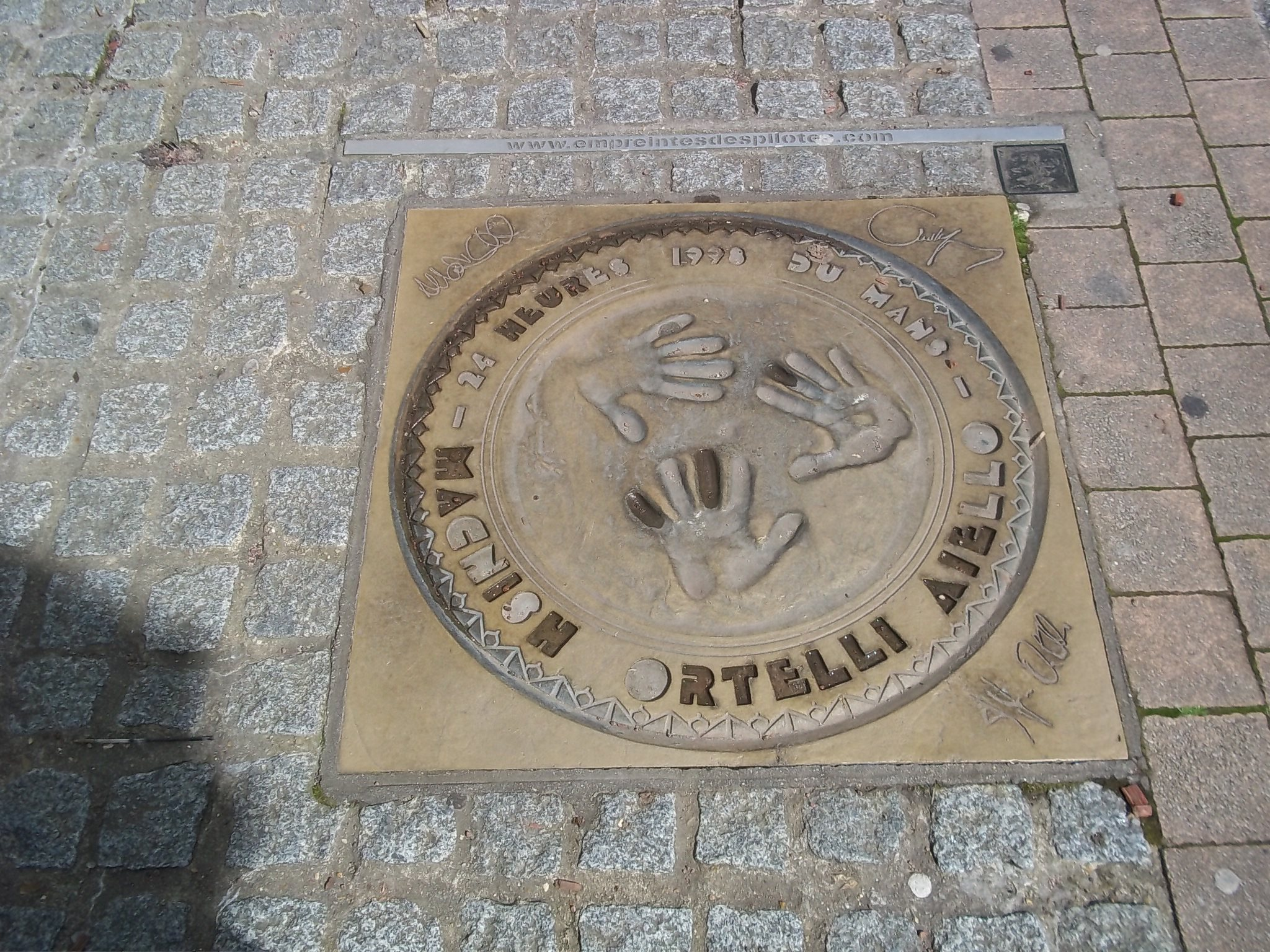
Plaque des empreintes des vainqueurs des 24 heures 1998 - Walk of fame - Le Mans

Allan McNish commence sa carrière par le karting à l'âge de 12 ans. Il y passe six ans avant d'accéder à la Formule Ford en 1987. L'année suivante, il décroche six victoires en formules Vauxhall Lotus et Opel Lotus Europe, puis en 1989, il termine deuxième en Formule 3 anglaise (cinq victoires). Sa carrière en monoplace semble lancée : il s'illustre en 1990 en F3000 où il termine quatrième du championnat malgré un très grave accident le 22 avril à Donington où sa voiture part en vrille à la suite d'un contact. Dans cet accident le moteur de sa voiture tue un spectateur et McNish reste trois jours dans le coma. Après avoir vu s'ouvrir devant lui les portes d'une des écuries les plus prestigieuses de la F1 : McLaren. Il se voit remettre en 1990 le prix du British Racing Drivers Club John Cobb Trophy du meilleur pilote britannique. De 1990 à 1992, il est pilote essayeur au sein de cette équipe, avant d'assumer le même rôle en 1993 chez Benetton, et en 1994 chez Lola (un projet mort-né).
Ne voyant aucune possibilité s'offrir à lui en Formule 1, il retourne en F3000 en 1995, au sein du Paul Stewart Racing. Au cours de cette saison dans l'« antichambre de la F1 », il signe deux pole positions et finit plusieurs fois sur le podium. En 1996, âgé de 27 ans, il rempile chez Benetton comme pilote essayeur, quand d'autres pilotes plus jeunes sont déjà en F1, tels David Coulthard ou Giancarlo Fisichella. L'année suivante, il part aux États-Unis pour disputer le North American GT Championship, au volant d'une Porsche officielle, et démontre qu'il n'a rien perdu de son talent : trois victoires, une pole position et deux records du tour.
1998 est une année faste pour l'Écossais, puisque, toujours pilote officiel Porsche, il signe le meilleur temps des préqualifications et remporte les 24 Heures du Mans sur Porsche GT1. Aux 24 Heures de Daytona, il remporte la catégorie GT1 et termine deuxième au général, et se classe cinquième au FIA GT Championship avec cinq podiums, une pole position et un record du tour. L'année suivante le voit poursuivre sa carrière en endurance (deuxième aux 24 heures de Daytona, record du tour) avec Porsche et Toyota au Mans. Ces liens tissés avec le grand constructeur japonais vont lui permettre de devenir le pilote essayeur de la future équipe de F1 Toyota en 2000. Ce qui lui laisse cependant toujours le temps de se consacrer à l'endurance : aux 24 Heures du Mans, il signe la pole et termine à la deuxième place avec le record du tour en poche, sur Audi. Il dispute également le championnat American Le Mans Series (ALMS), qu'il remporte, toujours sur Audi.
S'ensuit alors l'ère de préparation à la Formule 1, dans laquelle il débute tardivement, à 32 ans. Il est alors chargé de développer la Toyota TF101 pour le constructeur nippon, en vue d'un engagement en 2002. À l'issue d'une année de galère au volant d'une monoplace en début de développement et sur laquelle il subit la domination de son coéquipier Mika Salo (15 fois sur 17 devant lui en qualifications, deux points marqués à zéro) il est limogé par Toyota après avoir pulvérisé sa TF102 au Japon lors des qualifications. Le choc fut d'ailleurs si violent que les glissières furent percées et que McNish fut blessé. En 2003, il retrouve son sempiternel rôle de pilote d'essais chez Renault, avant de reprendre en 2004 l'endurance. Avec Audi au sein du Team Veloqx, il est le plus rapide aux préqualifications du Mans 2004, et remporte quelques victoires majeures : 12 Heures de Sebring, 1 000 km de Silverstone (LMES) et 1 000 km du Nürburgring (LMES). En 2005, il rejoint le DTM toujours avec Audi et se classe dixième de ce championnat, avec 13 points. Il a également terminé troisième des 24 Heures du Mans avec une Audi du Team Champion. Il se classe également deuxième des 12 Heures de Sebring et remporte les 1 000 km de Silverstone LMES avec l'équipe Audi PlayStation Team Oreca. 
Lors de l'édition 2011 des 24 Heures du Mans, il sort indemne d'un terrible accident au volant de l'Audi R18 numéro 3 après seulement une heure de course.
En 2013 il est sacré Champion du monde d'endurance FIA pour la deuxième année d'existence de ce championnat, avec Tom Kristensen et le français Loïc Duval, notamment pour leurs victoires aux 6 Heures de Silverstone, aux Journées Test du Mans, aux 24 Heures du Mans et aux 6 Heures d'Austin (pour un total de 8 podiums). En 2012 il avait déjà été vice-champion du monde, avec Tom Kristensen, toujours pour l'Audi Sport Team Joest.

## Carrière
- 1981-1986 : Karting
  - 1985 : Troisième du Championnat du monde et troisième du Grand Prix d'Italie
  - 3 fois Champion d'Angleterre
  - 6 fois Champion d'Écosse

- 1987 : Formule Ford
  - Deuxième du Championnat Dunlop Autosport Formula Ford
  - Troisième du Townsend Thoreson Championship.
  - Cinquième de l'International Formula Ford Festival.

- 1988 : Formule Lotus
  - Vainqueur du Vauxhall Lotus Championship avec cinq victoires.
  - Troisième du Championnat Européen Opel Lotus avec une victoire.
  - Lauréat du Cellnet Young Driver of the Year.
  - Lauréat du Trophée du British Racing Drivers Club pour le jeune pilote le plus prometteur.
  - Lauréat du Trophée « Pilote de l'année » décerné par le magazine Autosport.
  - Lauréat du Trophée du Scottish Motor Racing Club pour les meilleures performances en compétition internationale.

- 1989 : Formule 3
  - Deuxième du championnat britannique de Formule 3 avec cinq victoires.
  - Lauréat du Graham Hill Trophy décerné par le British Racing Drivers Club.
  - Lauréat du Trophée « Pilote de l'année » décerné par le magazine Autosport.

- 1990 : Formule 3000
  - Quatrième du Championnat International de Formule 3000 avec deux victoires, une pole position et un record du tour.
  - Lauréat du Trophée John Cobb du British Racing Drivers Club décerné au meilleur pilote britannique de l'année.
  - Pilote essayeur pour l'équipe McLaren.
- 1991 et 1992 : Pilote d'essai pour McLaren et pilote en Formule 3000.
- 1993 : Pilote d'essai pour l'écurie Benetton Formula.
- 1994 : Pilote d'essai pour l'écurie Benetton Formula et pilote en Formule 3000 pour quelques courses.
- 1995 : Formule 3000 au sein du Paul Stewart Racing (deux pole positions et plusieurs podiums).
- 1996 : Pilote d'essai Benetton Formula.
- 1997 : Pilote officiel Porsche en North American GT Championship (trois victoires, deux pole positions et un record du tour).

- 1998 : Pilote officiel Porsche

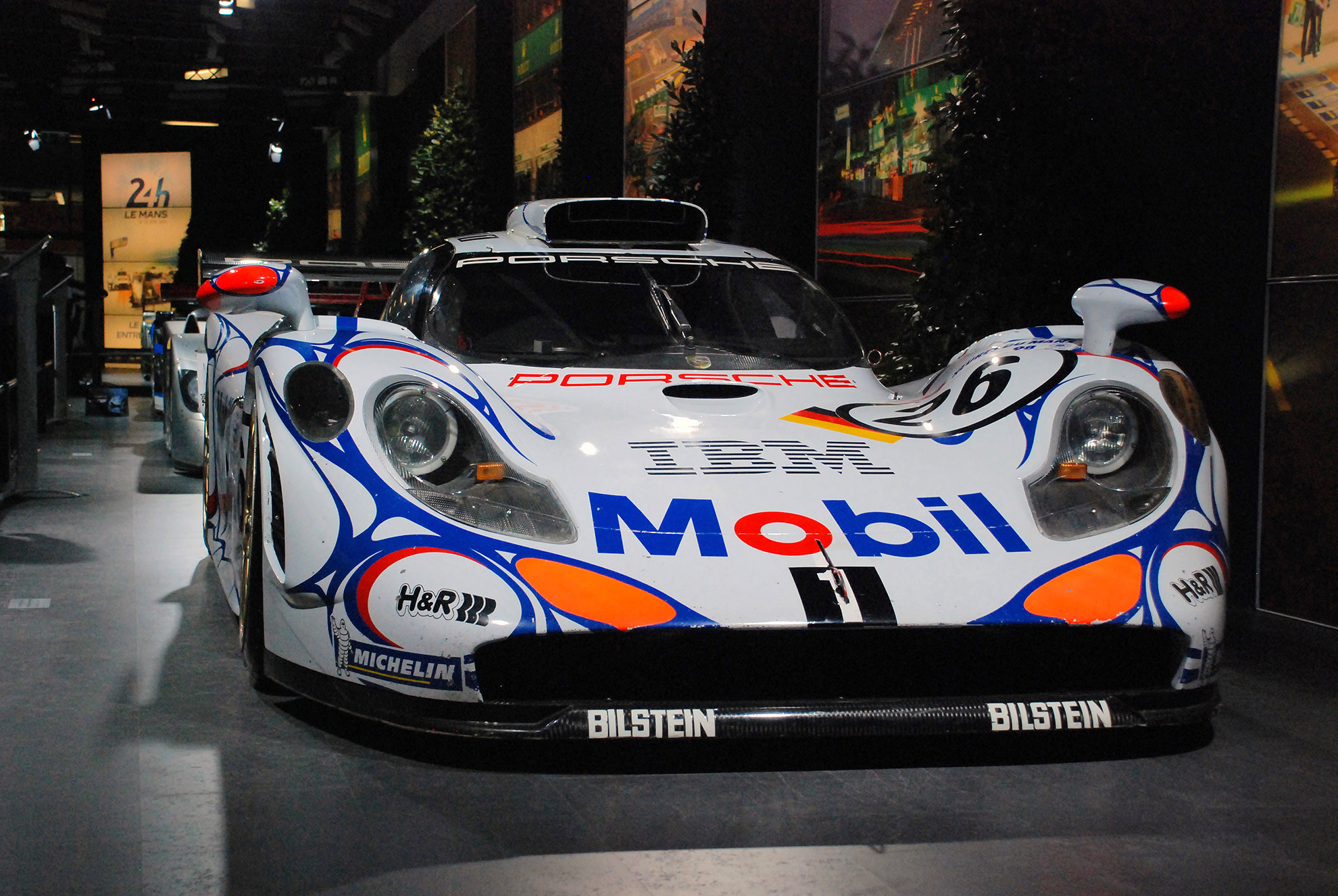
La Porsche 911 GT1 no 26, vainqueur aux 24 Heures du Mans 1998 avec McNish, Laurent Aïello et Stéphane Ortelli.

  - vainqueur des 24 Heures du Mans (avec Laurent Aïello et Stéphane Ortelli)
  - Deuxième des 24 Heures de Daytona, vainqueur de la classe GT1.
  - Cinquième du Championnat FIA GT, avec une pole position, un record du tour et cinq podiums.
  - Pole position et record du tour à l'Inaugural Petit Le Mans.
  - Lauréat du Jim Clark Memorial Award
  - Lauréat du British Racing Drivers Club Fairfield Trophy.
  - Lauréat du Club Des Pilotes Eric Thompson Trophy.

- 1999 : Pilote officiel de Toyota Motorsport aux 24 Heures du Mans, pilote officiel Porsche, deuxième aux 24 Heures de Daytona, record du tour.
- 2000 : Pilote officiel Audi au Mans, 
  - Vainqueur des American Le Mans Series.
  - Vainqueur du Petit Le Mans, de la Race of a Thousand Years 2000, du Monterey Sports Car Championships[2], et second des 12 Heures de Sebring.
  - Deuxième au 24 Heures du Mans, pole position et record du tour.
  - Lauréat du Horsepower Award de l'AARWBA (American Auto Racing Writers & Broadcasters Association).
  - Lauréat British Racing Drivers Club Silverstone/Le Mans Challenge Trophy.
  - Lauréat du Scottish Motor racing Club William Lyons/Billy Smith Trophy
  - Pilote d'essai Toyota F1 Team.
  - Lauréat du Club Des Pilotes Eric Thompson Trophy.

- 2001 : Pilote d'essai Toyota F1 Team (record du tour aux 24 Heures de Daytona).
- 2002 : Formule 1 chez Toyota F1 Team.
- 2003 : Pilote d'essai chez Renault F1 Team.
- 2004 : Pilote officiel Audi Sport UK Team Veloqx Driver au Mans et en European Le Mans Series.
  - Vainqueur des 12 Heures de Sebring.
  - Vainqueur des 1 000 kilomètres du Nürburgring LMES.
  - Vainqueur des 1 000 kilomètres de Silverstone LMES.
  - Élu « Autosport Magazine Sportscar Driver of the Year ».
  - Élu « Le Mans Magazine Sportscar Driver of the Year ».
  - Se voit remettre la Stewart Medal Award par Sir Jackie Stewart pour services rendus au sport automobile écossais.

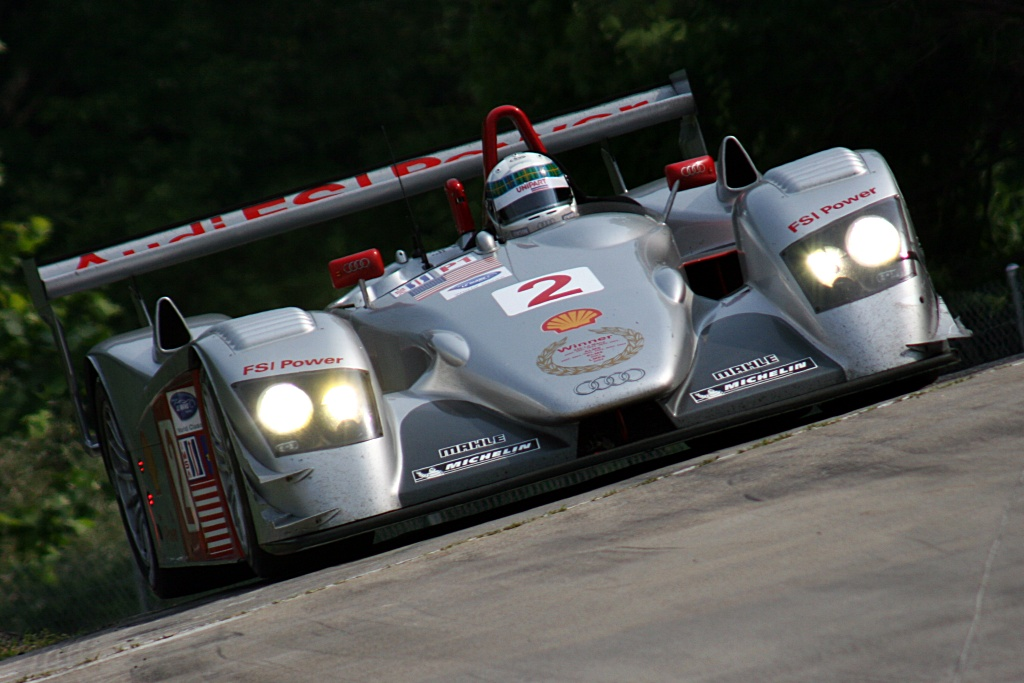
Allan McNish sur l'Audi R8 lors d'une épreuve d'ALMS en 2006.

- 2005 : Pilote officiel Audi en DTM.
  - Deuxième des 12 Heures de Sebring et troisième des 24 Heures du Mans avec le team Audi Sport Champion Racing.
  - Vainqueur des 1 000 kilomètres de Silverstone LMES avec Audi PlayStation Team Oreca.
  - Lauréat du Club Des Pilotes Eric Thompson Trophy.

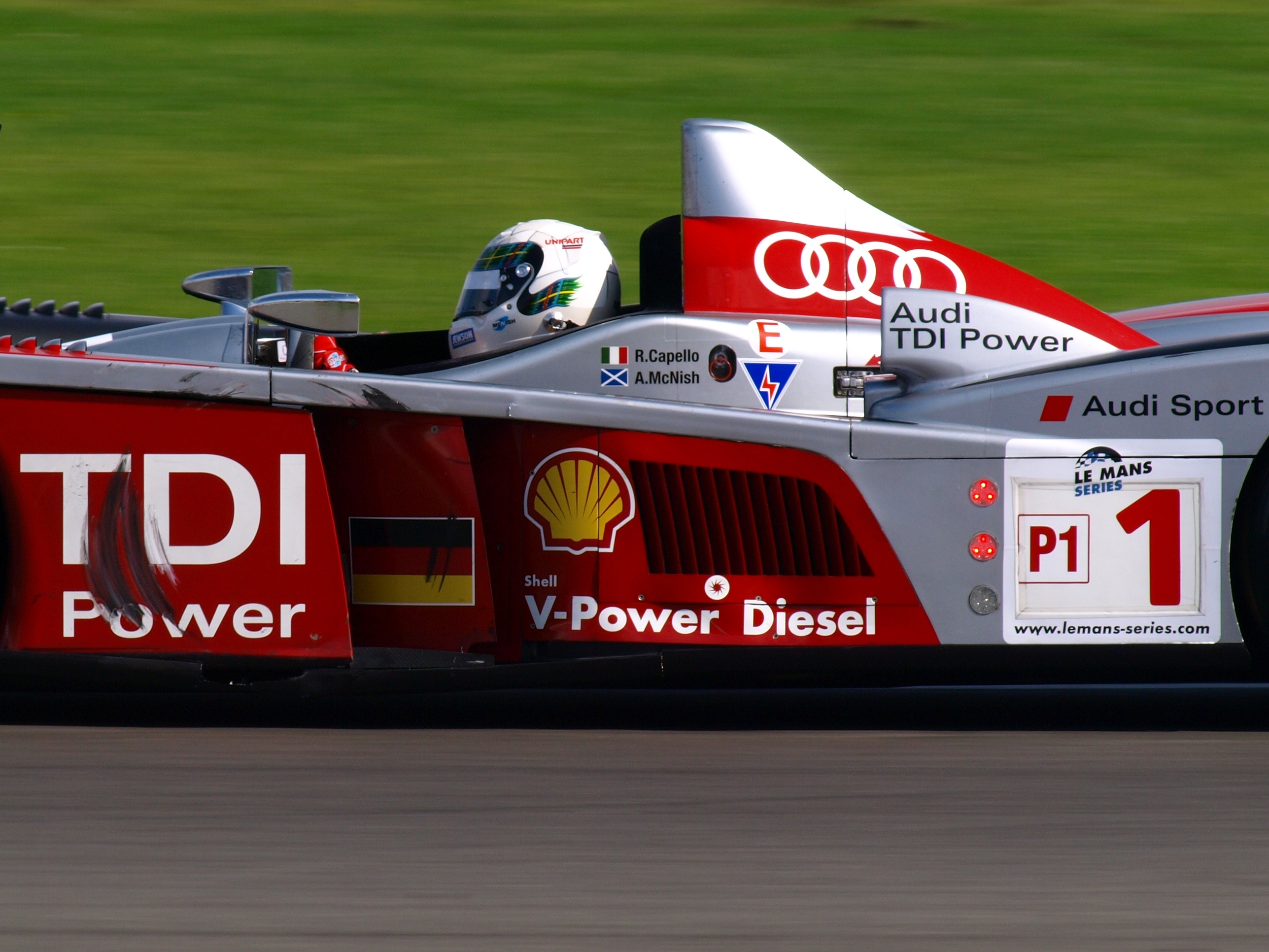
McNish au volant de l'Audi R10 TDI aux 1000 km de Silverstone 2008.

- 2008 : Pilote officiel Audi au Mans et en Le Mans Series
  - Deuxième des Journées Test de Sebring (avec Rinaldo Capello, Tom Kristensen et Mike Rockenfeller)
  - Vainqueur des Journées Test du Circuit Paul Ricard (Le Castellet) (avec Rinaldo Capello)
  - Troisième des 12 Heures de Sebring (avec Rinaldo Capello et Tom Kristensen)
  - Vainqueur des 24 Heures du Mans (avec Rinaldo Capello et Tom Kristensen)
  - Vainqueur des 1 000 kilomètres de Silverstone (avec Rinaldo Capello)
  - Vainqueur du Petit Le Mans (avec Rinaldo Capello et Emanuele Pirro)
  - Segrave Trophy (en) (pour l'ensemble de sa saison d'endurance)

- 2009 : Pilote officiel Audi au Mans et en Le Mans Series
  - Vainqueur des 12 Heures de Sebring (avec Rinaldo Capello et Tom Kristensen)
  - Troisième des 24 Heures du Mans (avec Rinaldo Capello et Tom Kristensen)
  - Troisième du Petit Le Mans (avec Rinaldo Capello)

- 2010 : Pilote officiel Audi au Mans et en Le Mans Series
  - Vainqueur des 8 Heures du Castellet (avec Rinaldo Capello)
  - Troisième des 1 000 km de Spa Francorchamps (avec Rinaldo Capello et Tom Kristensen)
  - Troisième des 24 Heures du Mans (avec Rinaldo Capello et Tom Kristensen)
  - Troisième du Petit Le Mans (avec Rinaldo Capello et Tom Kristensen)
  - Deuxième des 1 000 kilomètres de Zhuhai (avec Rinaldo Capello et Tom Kristensen)

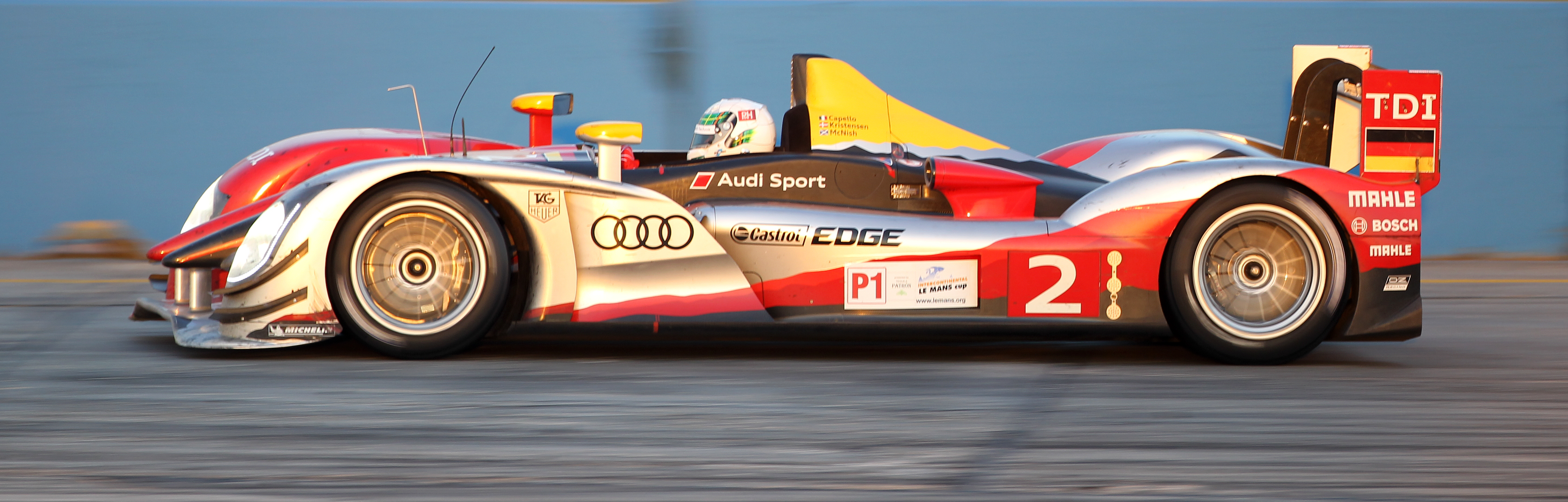
L'Audi R15 des 12 Heures de Sebring 2011

- 2011 : Pilote officiel Audi au Mans et en Le Mans Series
  - Vainqueur des Journées Test du Mans (avec Rinaldo Capello, Tom Kristensen et Marco Bonanomi)
  - Troisième des 1 000 km de Spa Francorchamps (avec Rinaldo Capello et Tom Kristensen)

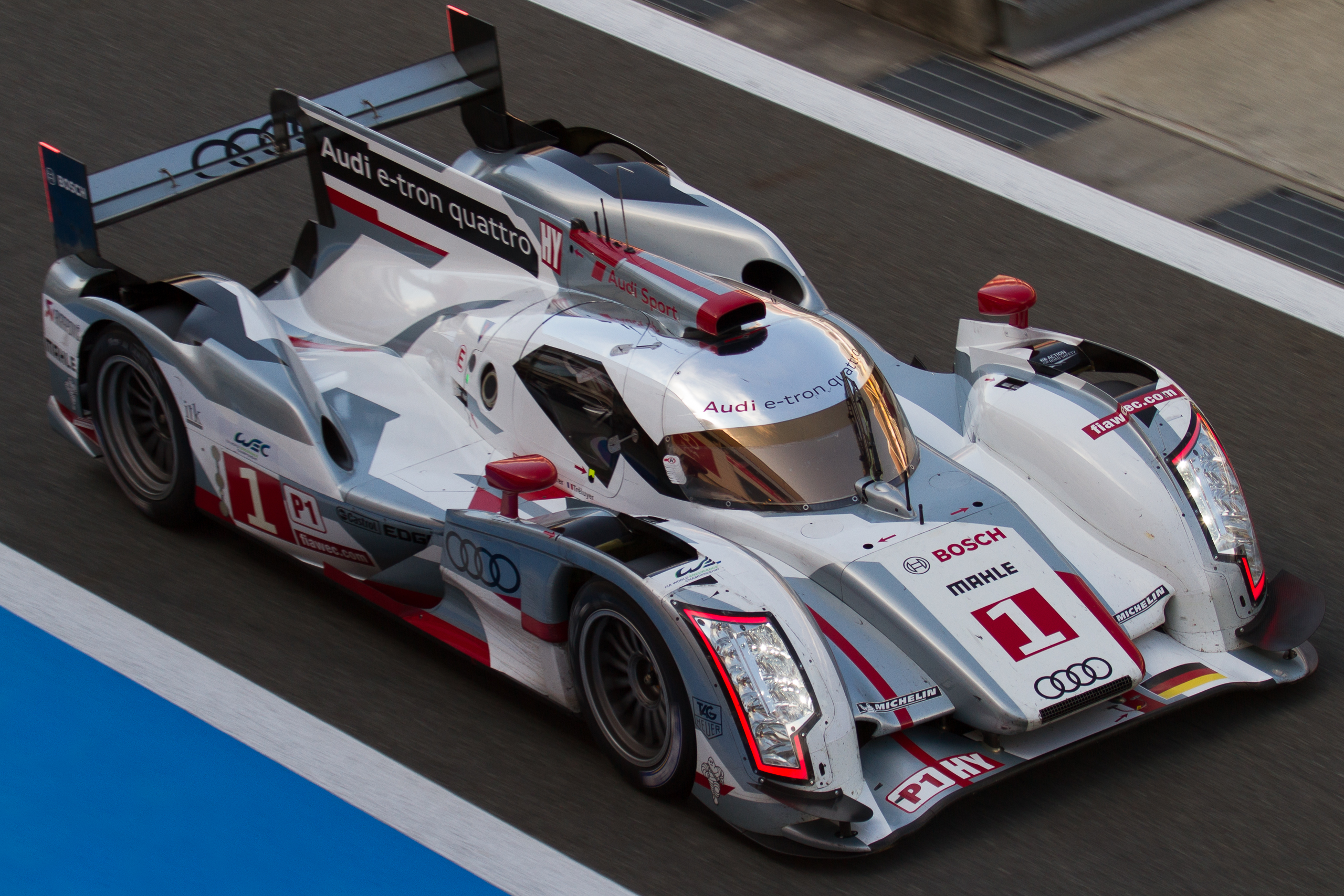
Les 6 Heures de Fuhji 2012 (3e), avec l'Audi R18 e-tron quattro...

- 2012 : Pilote officiel Starworks Motorsport, et Audi Sport au Mans et en Le Mans Series
  - Deuxième des 24 Heures de Daytona (avec Enzo Potolicchio, Alex Popow, Ryan Dalziel et Lucas Luhr)
  - Vainqueur des 12 Heures de Sebring ((avec Rinaldo Capello et Tom Kristensen)
  - Vainqueur des Journées Test du Mans (avec Rinaldo Capello et Tom Kristensen)
  - Deuxième des 24 Heures du Mans (avec Rinaldo Capello et Tom Kristensen)
  - Troisième des 6 Heures de Silverstone (avec Tom Kristensen)
  - Troisième des 6 Heures de São Paulo (avec Tom Kristensen et Lucas di Grassi)
  - Deuxième des 6 Heures de Bahreïn (avec Tom Kristensen)
  - Troisième des 6 Heures de Fuhji (avec Tom Kristensen)
  - Deuxième des 6 Heures de Shanghai (avec Tom Kristensen)
  - Vice-champion du monde d'endurance FIA, avec Tom Kristensen sur Audi R18 e-tron quattro d'Audi Sport Team Joest

- 2013 : Pilote officiel Starworks Motorsport, et Audi Sport au Mans et en Le Mans Series
  - Deuxième des 12 Heures de Sebring ((avec Tom Kristensen et Lucas di Grassi)
  - Vainqueur des 6 Heures de Silverstone (avec Tom Kristensen et Loïc Duval)
  - Deuxième des 6 Heures de Spa Francorchamps (avec Tom Kristensen et Loïc Duval)
  - Vainqueur des Journées Test du Mans (avec Tom Kristensen et Loïc Duval)
  - Vainqueur des 24 Heures du Mans (avec Tom Kristensen et Loïc Duval)
  - Deuxième des 6 Heures de São Paulo (avec Tom Kristensen et Loïc Duval)
  - Vainqueur des 6 Heures d'Austin (avec Tom Kristensen et Loïc Duval)
  - Deuxième des 6 Heures de Fuhji (avec Tom Kristensen et Loïc Duval)
  - Troisième des 6 Heures de Shanghai (avec Tom Kristensen et Loïc Duval)
  - Champion du monde d'endurance FIA, avec Tom Kristensen et Loïc Duval sur Audi R18 e-tron quattro d'Audi Sport Team Joest

- 2014 : 
  - Segrave Trophy (attribué pour la seconde fois)

## Résultats en championnat du monde de Formule 1
| Saison | Écurie                   | Châssis | Moteur     | Pneus    | GP disputés | Points inscrits | Classement |
| ------ | ------------------------ | ------- | ---------- | -------- | ----------- | --------------- | ---------- |
| 2002   | Panasonic Toyota F1 Team | TF102   | Toyota V10 | Michelin | 16          | 0               | Nc.        |

## Résultats aux 24 Heures du Mans

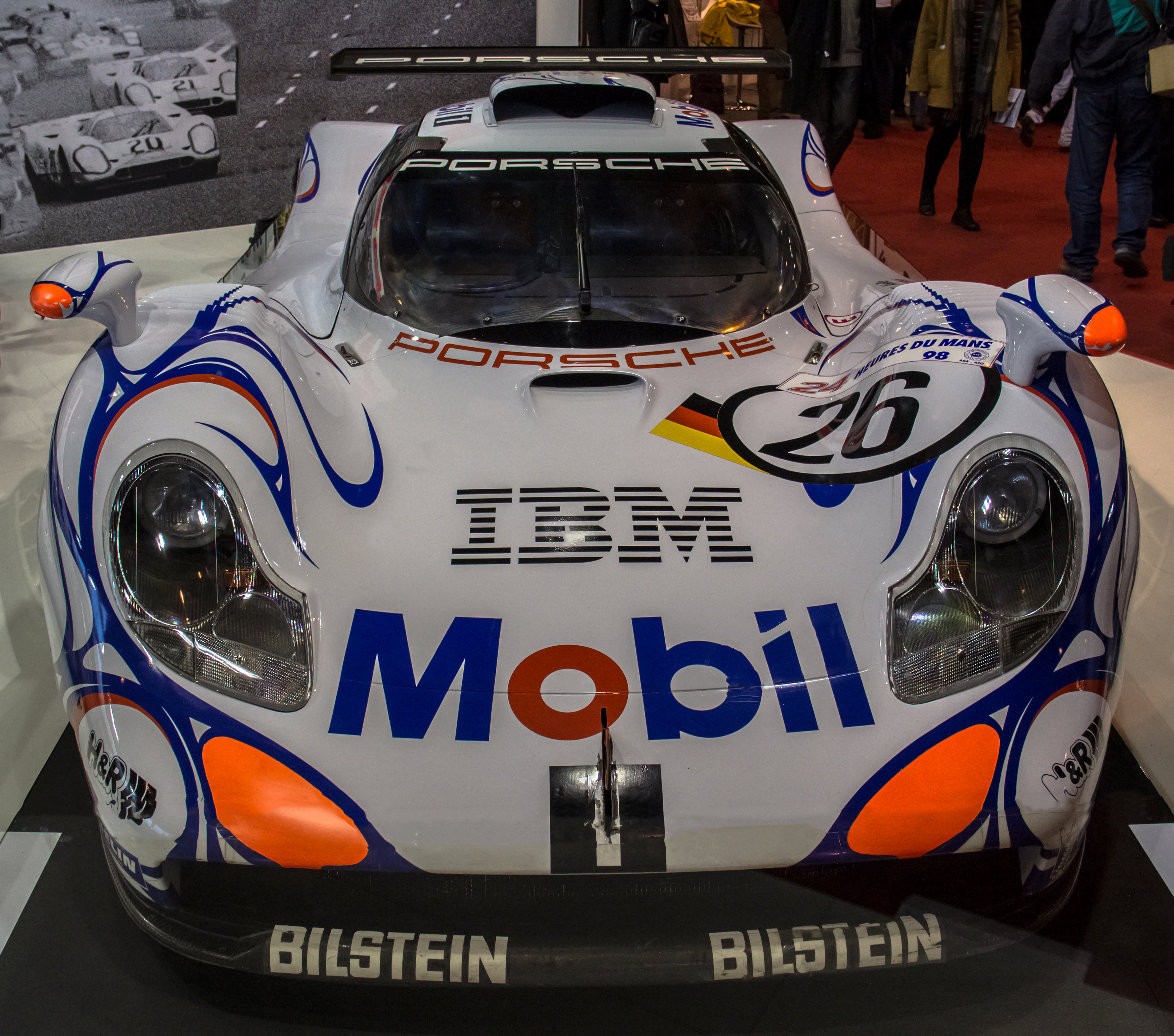
La Porsche 911 GT1 de 1998.

| Année | Voiture                 | Équipe                    | Équipiers                          | Résultat  |
| ----- | ----------------------- | ------------------------- | ---------------------------------- | --------- |
| 1997  | Porsche 911 GT1         | Roock Racing              | Stéphane Ortelli / Karl Wendlinger | Abandon   |
| 1998  | Porsche 911 GT1         | Porsche AG                | Laurent Aïello / Stéphane Ortelli  | Vainqueur |
| 1999  | Toyota GT-One           | Toyota Motorsports        | Thierry Boutsen / Ralf Kelleners   | Abandon   |
| 2000  | Audi R8                 | Audi Sport Team Joest     | Laurent Aïello / Stéphane Ortelli  | 2e        |
| 2004  | Audi R8                 | Audi Sport UK Team Veloqx | Frank Biela / Pierre Kaffer        | 5e        |
| 2005  | Audi R8                 | ADT Champion Racing       | Frank Biela / Emanuele Pirro       | 3e        |
| 2006  | Audi R10 TDI            | Audi Sport Team Joest     | Rinaldo Capello / Tom Kristensen   | 3e        |
| 2007  | Audi R10 TDI            | Audi Sport North America  | Rinaldo Capello / Tom Kristensen   | Abandon   |
| 2008  | Audi R10 TDI            | Audi Sport North America  | Rinaldo Capello / Tom Kristensen   | Vainqueur |
| 2009  | Audi R15 TDI            | Audi Sport Team Joest     | Rinaldo Capello / Tom Kristensen   | 3e        |
| 2010  | Audi R15+ TDI           | Audi Sport Team Joest     | Rinaldo Capello / Tom Kristensen   | 3e        |
| 2011  | Audi R18 TDI            | Audi Sport Team Joest     | Rinaldo Capello / Tom Kristensen   | Abandon   |
| 2012  | Audi R18 e-tron quattro | Audi Sport Team Joest     | Rinaldo Capello / Tom Kristensen   | 2e        |
| 2013  | Audi R18 e-tron quattro | Audi Sport Team Joest     | Loïc Duval / Tom Kristensen        | Vainqueur |

## Résultats en DTM
| Année | Voiture     | Équipe                        | Courses disputés | Victoires | Pole positions | Podiums | Records du tour | Points inscrits | Classement |
| ----- | ----------- | ----------------------------- | ---------------- | --------- | -------------- | ------- | --------------- | --------------- | ---------- |
| 2005  | Audi A4 DTM | Audi Sport Team Abt Sportline | 11               | 0         | 0              | 0       | 0               | 13              | 10e        |